# Дом грёз
«Дом грёз» (англ.  Dream House) — американский психологический триллер режиссёра Джима Шеридана, в главных ролях Дэниел Крейг, Рэйчел Вайс, Наоми Уоттс и Мартон Чокаш. Мировая премьера состоялась 29 сентября 2011 года, в России — 29 сентября 2022 года.

## Сюжет
Главный редактор журнала, писатель Уилл Эйтентен, увольняется со своей должности и решает провести время в написании нового романа в своем новом загородном доме с женой и двумя дочерьми Триш (7 лет) и Ди Ди (5 лет). За окном зима, ветер, и ветки, бьющие в стекло. Семья живёт в уюте и тепле, не ожидая никаких неприятностей. Ночью Ди Ди видит в окне странного человека и очень пугается. Родители успокаивают её, объясняя, что она испугалась собственного отражения в окне и приняла его за незнакомца. Однако когда Уилл утром выходит убирать снег, он замечает следы на снегу, ведущие прямо к окнам, глядя в которые можно было свободно наблюдать за девочками.
Ночью Уилл просыпается от странного шума. Он встаёт с постели и, спустившись в подвал, слышит разговор из-за стены. Ворвавшись внезапно в незнакомую часть дома, он замечает компанию готов, которые ажитированно обсуждали какое-то событие. Готы так же рассказывают в страхе, что дом пять лет стоял пустым, и они не знали, что там кто-то живёт. Затем они присмотрелись к его лицу и радостно завопили: «Он вернулся!» Уилл не понимает, в чём дело, и обращается в полицию. Те рассказывают, что в доме, где живёт Уилл, пять лет назад расстреляли семью из четырёх человек. Питер Уорд, отец, остался в живых, а мать и две дочки погибли от пуль. Полицейские также сообщили название психиатрической лечебницы, где лечился Питер.
Придя в больницу, Уилл ищет Питера, и хочет сказать, чтобы тот оставил в покое его семейство. Там ему сообщают неприятную весть: Питер Уорд — это сам Уилл Эйтентен. Директор показывает ему видеозапись с лицом Уилла и сказал, что его семьи не существует, это всего лишь его фантазия. А затем прибавил, что Уилла недавно выпустили, а имя он придумал сам, увидев код из конверта для писем — W1-1L 8-10-10 (звучит как Уи-л Эйт-тен-тен). Уилл не верит этому, возвращается домой, но находит его в грязном состоянии, с разбитыми окнами, сгнившими досками и странными надписями про убийства. Уилл заходит в дом, садится на пол в позе эмбриона и кричит от горя. Его семьи нет в живых, а в подозреваемых только он сам.
Но вечером дом оживает и вся семья «возвращается». Уилл рассказывает жене о случившемся, но та отказывается верить в это. Тем же вечером у девочек обнаруживается высокая температура, и наблюдаются проблемы с дыханием. Уилл замечает, что у Триш рана от выстрела на груди. То же самое творится с Ди Ди. Вскоре девочки умирают на руках у родителей. Либби, поверив Уиллу, рыдает от горя у него на плече.
На следующий день всё вернулось снова, но в памяти Либби остались слова Уилла. Уилл и Либби стали разговаривать о произошедшем 5 лет назад. Вдруг в дверь постучалась соседка Уилла, это была Энн, лучшая подруга Либби. Энн сказала Уиллу, что тот должен отпустить их — и этот дом, и эти воспоминания — иначе он не сможет жить нормально. Во время разговора Уилл вспомнил тот роковой день, убийцей оказался не он, а киллер, которого нанял муж Энн.
В этот момент в дом врываются муж Энн и тот самый киллер. Энн и Уилла усыпляют. Либби наблюдает за происходящим, не имея возможности повлиять. Уилла и Энн относят в подвал, и Джек (муж Энн) поджигает его, а затем стреляет в киллера из-за того, что киллер в прошлый раз зашёл не в тот дом (он должен был убить Энн — её муж хотел тем самым отомстить ей за развод). Вскоре Уилл приходит в сознание и решает остановить Джека. Решившая помочь мужу Либби задевает «музыку ветра», тем самым путая Джека. Уилл ударяет его, и Джек теряет сознание. Эйтентен развязывает Энн и выносит её на улицу, подальше от дома. Очнувшись через некоторое время, Джек бежит наверх и пытается выйти, но оказавшийся живым киллер выливает керосин на ступени лестницы, который тут же воспламенился. Джека охватывает пламя.
Уилл решает вернуться домой и остаться со своей семьей. Либби говорит, что ему не надо за них беспокоиться, и велит ему возвращаться, потому что время ещё не пришло. Уилл в последний раз целует своих дочерей и жену. В этот момент в соседней комнате происходит взрыв, и призраки жены и дочерей исчезают. Уилл выбегает на улицу и долго смотрит на свой дом…
Через некоторое время Уилл видит на витрине в книжном магазине свой роман «Дом Грёз», который стал бестселлером.

## В ролях
- Дэниел Крейг — Уилл Эйтентен
- Рэйчел Вайс — Либби Эйтентен
- Наоми Уоттс — Энн Паттерсон
- Мартон Чокаш — Джек Паттерсон
- Клэр Джир — Ди Ди Эйтентен
- Тэйлор Джир — Триш Эйтентен
- Рэйчел Дж. Фокс — Хлоя Паттерсон
- Марк Уилсон — Деннис Конклин
- Джонатан Поттс — Тони Фергюсон
- Линн Гриффин— Сэди
- Элиас Котеас — человек в капюшоне / Бойс
- Грегори Смит — Арти
- Крис Оуэнс — Том Бэррион
- Джейн Александер — доктор Грили
- Сара Гейдон — Синди
- Марли Отто — Зара
- Джо Пинк — Мартин
- Дэвид Хабэнд — офицер Нельсон
- Джеймс Коллин — офицер полиции

## Съёмки
Съёмки проводились в Ванкувере и Онтарио с февраля по апрель 2010 года.